# Pontfaverger-Moronvilliers

Pontfaverger-Moronvilliers este o comună în departamentul Marne, Franța. În 2009 avea o populație de 1,556 de locuitori.